# FIFA Fútbol Mundial
FIFA Fútbol Mundial es un magacín de espectáculo relacionados con el fútbol, producido por IMG Sports Media en colaboración con la FIFA .
El espectáculo ha estado en el aire desde 1994, después de haber sido iniciado por el excomentarista de fútbol ITV Gerry Harrison, con Stewart Binns como productor ejecutivo. El equipo de producción inicial fue de Peter Hutton, Guy Oliver, Jamie Baker, de Tony Williamson y Michael Stolz. El espectáculo se ha producido cada semana a partir de esa fecha y se verá a lo largo del mundo. Ha habido varios otros programas que han tratado de cubrir un terreno similar en los últimos años - incluyendo el octágono espectáculo Western Union Mundial de Fútbol y la FIFA muestran FIFA TV. Sin embargo, Fútbol Mundial ha sobrevivido a todos ellos. Normalmente es el martes luego repetidas durante el resto de la semana.

## Emisión internacional
| País           | Canal de televisión |
| -------------- | --- |
| Irán           | Manoto 1 |
| Pakistán       | TEN Sports |
| India          | TEN Sports |
| Marruecos      | 2M Maroc |
| Australia      | SBS |
| Bulgaria       | Ring.BG |
| Canadá         | GolTV Canada |
| Chile          | GolMax |
| Argentina      | Argenvisión, Canal 30, Saturno Sports, ACC Sports, TyC Sports, Cable Sport, CVC Sports, TVD Sports, TeleRed Sports, ATVCC Sports y TCC Sports                   |
| Uruguay        | Uruvisión, El Quince TV, Saturno Sports, UCC Sports, Lobo TV, Tigo Sports, Movistar Deportes, CVC Sports, TVD Sports, TeleRed Sports, ATVCC Sports y TCC Sports |
| Paraguay       | Paravisión, Latele TV, Saturno Sports, PCC Sports, Lobo TV, Tigo Sports, Movistar Deportes, CVC Sports, TVD Sports, TeleRed Sports, ATVCC Sports y TCC Sports   |
| Dinamarca      | TV3 Sport 1 |
| Japón          | Gaora, NHK BS-1 |
| Lituania       | Sport1 |
| Mongolia       | SPS, Sansar HD |
| Polonia        | Polsat Sport y TV 4 |
| Suiza          | Canal+ |
| Turquía        | NTV |
| Taiwán         | csky |
| Reino Unido    | Sky Sports |
| Brasil         | Band, Record, SporTV, Manchete Sports, BandSports, ESPN Brasil y Fox Sports Brasil                                                                              |
| Estados Unidos | GolTV |
| Países Bajos   | Eredivisie Live |
| México         | Televisa Canal 9 |
| Latinoamérica  | PSN, ESPN Latam y Fox Sports Latam (anteriormente) DirecTV Sports y Sky Sports (actualmente)                                                                    |
| Grecia         | Nova Sports |
| Portugal       | SportTV |
| España         | Canal+ Fútbol |
| Ucrania        | Football TV Сhannel |
| Alemania       | Sky Sport |